# Daxter
Daxter è un videogioco a piattaforme sviluppato dai Ready at Dawn Studios in esclusiva per Sony PlayStation Portable. È uno spin-off della serie Jak and Daxter (più precisamente un midquel) e si posiziona fra il primo ed il secondo capitolo della saga di Jak and Daxter, nei due anni fra la sua cattura e la sua liberazione avvenuta grazie a Daxter. Originariamente fu programmata anche una versione per PlayStation 2, quest'ultima è poi rimasta inedita. Dal 18 giugno 2024 il gioco è disponibile tramite emulazione su PlayStation 4 e PlayStation 5

## Trama
Il gioco si svolge due anni prima di Jak II, tra il momento in cui Jak viene fatto prigioniero dalle Guardie Krimzi. L'introduzione mostra Jak che viene catturato (come nell'introduzione di Jak 2: Renegade) mentre Daxter riesce a fuggire. Quasi due anni dopo, Daxter, ormai solo, si è quasi dimenticato del suo amico. Il proprietario della ditta di disinfestazione Kridder Ridder, Osmo, lo incontra delirante in un pub e decide di assumerlo come disinfestatore, rimastone ormai a corto. Durante una delle sue missioni, dopo aver affrontato miriadi di Insetti Di Metallo, trova una pulce reale e la chiama Tik, portandola con sé.
Dopo molte avventure, Daxter vede il suo amico Jak trasportato da uno zoomer della prigione. Inseguendolo, viene bloccato dalle Guardie Krimzi, ma è salvato dal figlio di Osmo, Ximon. Si reca allora al palazzo del Barone Praxis e ruba una mappa della prigione dove si trova Jak. Quando torna indietro al negozio, vede Osmo discutere animatamente con un uomo dallo sguardo crudele; questi cattura Tik e la uccide.
Daxter allora cerca di fermare Kaeden che si allontana rapidamente dal negozio, finché sente un'esplosione: l'uomo aveva piazzato una bomba nel negozio, distruggendolo. Fortunatamente Osmo è ancora vivo e Daxter gli promette che fermerà Kaeden, dopo aver salvato Jak. Egli si infiltra nella prigione, trova Jak e lo salva, come si vede nella seconda parte dell'introduzione di Jak 2: Renegade, Daxter trova anche Kaeden, che si rivela essere un insetto gigante, ma viene sconfitto sempre da Daxter. L'intero gioco si rivela essere un racconto che Daxter ha raccontato ai suoi amici al bar che conoscendo la indole nel raccontare storie molto fantasiose non gli credono, tuttavia si capisce che la storia è vera quando si vede Taryn che gli fa l'occhiolino.

## Modalità di gioco
Le due armi a disposizione di Daxter sono l'ammazzamosche elettrico e uno spruzzatore di insetticida che, con l'avanzare dei livelli, si trasforma in lanciafiamme e in un lanciatore a onde soniche. Daxter può eseguire il doppio salto, e con l'aiuto dello spruzzatore come propulsore può volare molto in alto e percorrere lunghi tratti.

## Livelli bonus
I livelli bonus o livelli sogno sono particolari minigiochi sbloccabili collezionando sfere Precursor.
Completandoli si ricevono potenziamenti per la vita e si imparano nuovi attacchi.

## Personaggi principali
- Daxter - Il personaggio giocabile, lavora part-time presso la ditta di sterminazione di insetti di Osmo. Vuole salvare Jak, catturato all'inizio del gioco e messo in prigione.

- Osmo - Il proprietario della ditta di sterminazione, Daxter lavora per lui sterminando gli insetti di metallo ad Haven City.

- Ximon - Il figlio di Osmo, lavora per la ditta del padre e di solito è alla guida di grossi veicoli usati per accompagnare Daxter.

- Taryn - Una donna misteriosa incontrata durante il gioco, dà a Daxter l'arma insetticida e i moduli per potenziarsela.

- Kaeden - Un grosso insetto di metallo che vuole chiudere tutte le ditte di sterminazione di Haven City per iniziare un attacco di insetti di metallo, è l'antagonista e boss finale del gioco.

- Jak - L'amico di Daxter, visto solo quattro volte durante il gioco, durante la prigionia vengono fatti esperimenti su di lui, viene salvato da Daxter.

## Armi

### Ammazzamosche elettrico
L'arma iniziale, permette di annientare e stordire gli insetti di metallo.
Nel corso dell'avventura è possibile sbloccare nuove combo , attraverso mini-giochi .

### Pistola insetticida
Quest'arma permette di intossicare, immobilizzare e uccidere gli insetti grazie anche ai moduli aggiuntivi che verranno sbloccati durante l'avventura, il gas di quest'arma si può incendiare, la stessa arma può essere usata come jetpack per volare per un tempo limitato.
- Modulo per l'alta pressione - Permette a Daxter di volare per un periodo limitato di tempo.

- Modulo per lanciafiamme - Aumenta la portata e la durata del volo, permette di incenerire gli insetti ed altri oggetti come ragnatele.

- Modulo ultrasonico - Con questo potenziamento è possibile lanciare proiettili con una grande portata, non influisce sul volo.

## Veicoli
- Scooter: avanzando nel gioco per facilitare gli spostamenti Osmo fornisce a Daxter lo Zoomer del figlio Ximon, utilizzabile per muoversi in città e al porto.

- Betsy: una vecchia moto volante utilizzabile unicamente all'interno della Valle Ventosa, dotata di uno spruzzatore di veleno insetticida.

- Sidecar Spaziale: un capolavoro meccanico di Ximon, utilizzabile solo sull'Isola Smeraldo, raggiungibile dal portale di teletrasporto nei magazzini all'ingresso del porto (dietro al teletrasporto si trova la maschera segreta di Sly Cooper).

- Prototipo: un prototipo di moto militare, usata da Daxter per sfuggire da un treno in avaria e da una potente guardia della prigione.